# Partido Político Futurista
El Partido Político Futurista (conocido también como Partido Futurista Italiano) fue un partido político fundado por Filippo Tommaso Marinetti en 1918 con el fin de extender y traducir los ideales del movimiento futurista al campo político. El partido tenía un programa radical que incluía promover la paridad de género y abolir el matrimonio y la herencia. El partido se adhirió a los Fasci italiani di combattimento.

## Historia

### El nacimiento
Ya antes y durante la gran guerra los futuristas estaban involucrados en el debate político y habían formulado tres manifiestos políticos: en las elecciones generales del 1909, en 1911, en favor de la guerra de Libia; y por tercera vez en 1917. Sólo en la posguerra, sin embargo, se puede hablar de un verdadero y propio partido organizado, con un líder (Marinetti, naturalmente) y sobre todo un órgano de prensa: el periódico Roma futurista, codirigido por Marinetti, Emilio Settimelli y Mario Carli, este último intermediario entre los futuristas y los Arditi, que estaban a su vez organizándose en una formación política y paramilitar.

### En los Fasci
Muchos futuristas participaron en diciembre de 1914 en la fundación de los Fascio d'azione rivoluzionaria, de inspiración intervencionista, revolucionaria y sindicalista. Después de la entrada  en guerra de Italia se disolvió de hecho y muchos componentes se adhirieron posteriormente al Partido futurista.
El 23 de marzo de 1919 los representantes de los Fasci politici futuristi y de la Asociación de los Arditi participaron, invitados por Benito Mussolini, en la reunión de la Piazza San Sepolcro en Milán. Es entonces cuando el Partido Futurista se adhiere a los Fasci di combattimento, a pesar de mantener una fisionomía propia. Después de la derrota electoral de los  Fasci di combattimento, en noviembre de 1919, Marinetti pierde gusto por la política y se esforzará para transformar Roma futurista en un periódico cultural, cerrando «el monótono y aburrido grifo de artículos políticos». Marinetti regresará al fascismo político pocos años más tarde, tras el éxito de la marcha sobre Roma.

## Ideología
Hoy los historiadores discuten acerca de la importancia de la actividad política de los futuristas, pues, a pesar de ser una pequeña élite, tuvieron una importancia notable en las bases del movimiento fascista. Es significativo que los futuristas estuvieran entre los organizadores y animadores de los primeros episodios de squadrismo fascista (el incendio de la redacción milanesa del  Avanti!, el 15 de abril del 1919). El futurismo, en Italia, nacía como rechazo al culto a la antigüedad y la tradición. También en política, el objetivo de los futuristas era la abolición de las instituciones más tradicionales: la monarquía y la Iglesia. Sin embargo, Mussolini se verá obligado a pactar con estas dos fuerzas a la hora de la toma del poder.

### Democracia futurista
- Wikisource en italiano contiene obras originales del Manifiesto del Partido Político Futurista.

Las ideas y las propuestas políticas de los futuristas, expresadas en los textos de Roma futurista, están recogidas en el volumen Democracia futurista (1919). Algunas propuestas del programa político del partido eran:
- Abolición del matrimonio y de la familia tradicional: para los futuristas, el matrimonio es una concepción burguesa y creían que los hijos debían ser criados por el Estado.[1]
- Descentralización burocrática. Abolición de las viejas carreras estatales.
- Abolición del derecho a la herencia.
- Gobierno técnico sin senado y con un Eccitatorio (es decir, una Junta de los jóvenes, formada por una decena de ciudadanos por debajo de los 30 años, elegidos por sufragio universal dirigido).
- Participación social.
- Reforma agraria radical (en este campo Marinetti se basará las ideas de Henry George).
- Total igualdad en el trabajo y en la participación en la vida política del país entre hombres y mujeres.
- Abolición del viejo sistema militar y fundación de un nuevo ejército formado por paramilitares fuertemente politizados.
- Institución de «escuelas de valentía y patriotismo» (una anticipación de la Obra nacional Balilla).
- Reforma del sistema carcelario.

Todo el sistema de orden actual es absolutamente defectuoso, reaccionario, ineficaz, estúpido y a menudo criminal.
Por lo tanto, debe ser abolido lo antes posible.

## Componentes
- Filippo Tommaso Marinetti
- Emilio Settimelli
- Mario Carli
- Giuseppe Bottai
- Máximo Bontempelli